# Forbas (hijo de Argos)
En la mitología griega, Forbas o Forbante (en griego: Φόρβᾶς, -αντος; latín: Phorbas, -antis) fue un rey de Argos, padre de Tríopas con Eubea. Sus padres fueron  Argos y Evadne o Criaso y Melanto. En este último caso, sería hermano de Ereutalión y Cleobea, y el padre de otro hijo, Aréstor. De acuerdo con Eusebio de Cesarea, reinó durante treinta y cinco años como rey de Argos y fue sucedido por su hijo Megacles., mientras que Pausanias nombra a Tríopas como su hijo y sucesor.